# Історія Кіровоградської області
Істо́рія Кіровогра́дської о́бласті.

## Давня історія

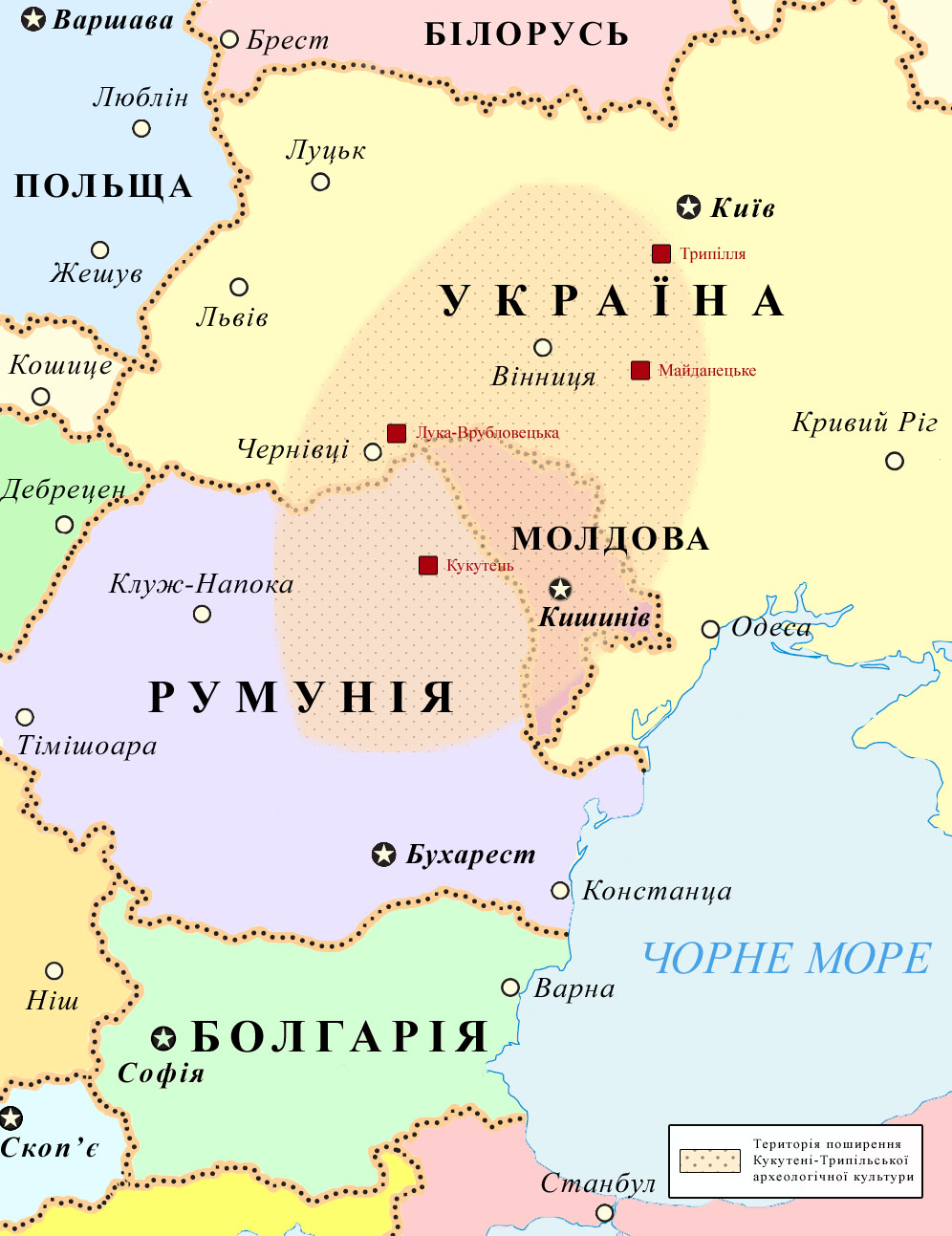
Географія поширення Трипільської археологічної культури

Перші люди на території сучасної Кропивниччини з'явилися дуже давно. Племена давніх мисливців, скотарів та землеробів у ході історичного поступу та законів природи безперервно змінювали один одного на цій не завжди гостинній землі. Про найдавніші віхи історії краю свідчать численні викопні пам'ятки, відкриті археологами.
Трипільські поселення, які представляють одну з найяскравіших археологічних культур доби енеоліту, виявлено біля сіл Данилової Балки, Луполового та Сабатинівки Ульянівського району. Найбільші ж поселення епохи Трипілля містилися на території Новоархангельського району — поселення-гіганти Володимирівка та Небелівка. Знайдене археологами давнє поселення біля села Сабатинівки навіть дало назву археологічній культурі пізнього періоду бронзової доби. Сабатинівська культура існувала у XIV—XII століттях до нової ери, мала характерну кам'яну архітектуру, розвинуту, як на той час, металургію та хліборобсько-скотарське господарство.
У 1949 році в Чорному лісі, біля села Богданівки Знам'янського району, було виявлене давнє городище, дослідженням якого займався професор О. І. Тереножкін. Передскіфську культуру, одним із важливих центрів якої було знайдене городище, за топонімічною прив'язкою знахідки археологи охрестили чорноліською. Чорноліська культура являє собою перехідний етап від бронзової до залізної доби та охоплює значний відрізок історії краю. Характеризується орним землеробством, скотарством, високим розвитком ремесел, серед яких особливе місце посідала бронзоливарна справа. У VII столітті до нової ери чорноліські племена, перебуваючи під сильним впливом скіфської степової культури, дали початок новому середньодніпровському землеробському народу — скіфам-орачам, перші писемні згадки про яких знаходимо ще у батька світової історії Геродота.
Перший крок у вітчизняних наукових дослідженнях археологічних пам'яток краю було зроблено у 1763 році, коли за наказом останнього командира Нової Сербії генерал-поручика О. П. Мельгунова в урочищі Кучерові Байраки (тепер — у Знам'янському районі) розкопали скіфський курган під назвою Лита Могила (початок VI століття до нової ери).
Найдавнішим з відомих за своєю назвою народів, чиє перебування (з XI століття до нової ери) на території Кіровоградщини зафіксоване істориками, були кімерійці. У VII столітті до нової ери Кімерію підкорили східні племена скіфів, що спромоглися створити власну державу з ефективною військовою організацією та самобутньою культурою.
До Великої Скіфії як окрема її область входила земля скіфів-орачів, що лежала у межиріччі Дністра і Дніпра. На південь від території скіфів-орачів між Гіпанісом (Південним Бугом) і Борисфеном (Дніпром) простягалася земля алазонів. На межі цих двох народів знаходилася загадкова місцина Ексампей (Екзампай), яку греки називали Священними Шляхами, бо саме тут був загальноскіфський сакральний центр, де сходилися шляхи з усіх країв Великої Скіфії. Давньогрецький історик Геродот записав, що в Ексампеї стояв велетенський казан, відлитий за наказом царя Аріанта з наміром своєрідного перепису населення — кожний підвладний йому скіф мав принести по наконечнику стріли, з яких і був відлитий пам'ятник величі й могутності скіфської держави та її володаря. Місцевість Екзампай займала вододіл Чорного Ташлика та Мертвоводу, вершина якого з позначкою 269 метрів над рівнем моря знаходиться біля села Вільні Луки Кропивницької сільради Новоукраїнського району області. Це узвишшя серед степів і було центром скіфського царства, де ніби-то стояв священний казан Аріанта. Сакральний центр збігався з географічним центром Великої Скіфії, описаної Геродотом як тетрагон, що майже вписується у межі сучасної України.
У III столітті до нової ери скіфські народи були підкорені й асимільовані войовничими племенами сарматів. Виникла нова держава — Сарматія, котра відігравала важливу роль на міжнародній арені античного світу.
У першій половині III століття нової ери сарматські завойовники повторили долю скіфів, будучи підкореними племенами готів. Готія набула могутності у середині IV століття нової ери за правління короля Германаріха, довгий час залишалася впливовим гравцем античної історії, вдало воюючи з таким військовим гігантом, як Рим, проте супроти об'єднаного союзу східнослов'янських племен — антів виявилася заслабкою. У 375 році ослаблена і виснажена постійними війнами Готія була розгромлена племенами гунів.
Легендарний цар гунів Аттіла у V столітті нової ери створив могутню і величну державу, терени якої простягались від Волги до Рейну. Сарматія ввійшла до її складу під назвою Припонтійської Скіфії, управління якою цар доручив своєму старшому синові — Еллаку. Після смерті Аттіли (453 рік) імперія гунів розпалася.
Колишня Скіфія опинилася під владою нових завойовників — племен обрів (аварів). Далі естафету підкорення цих земель перехопив Хозарський каганат — федерація прикаспійських і причорноморських племен.
В І тисячолітті н. е. територію краю заселяють племена східних слов'ян. Як свідчить давньоруський літопис «Повість врем'яних літ», до розселення східнослов'янських племен в районі Середньої Наддніпрянщини жили племена уличів.
Найдавніша писемна згадка про край датується 1190 роком в «Київському літописі».
Землі сучасної Кропивниччини входили до складу Київської Русі. Саме тут проходила південна лінія укріплень проти кочовиків: печенігів, а згодом половців.
Сліди поселень Київської Русі (ІХ-ХІІІ ст.) знайдені біля сіл Свердликове, Нерубайка, Підвисоке та Торговиця.

## Середньовіччя
У першій половині XIV ст. на території сучасного села Торговиця існувало досить велике золотоординське поселення. Підставою для такого датування стали знахідки монет ханів Узбека та Науруза.
Середньовічне місто було ставкою монгольського намісника. Місце для її спорудження мало велике стратегічне значення, адже саме тут містилася основна переправа через річку Синюха та проходив великий торговий шлях, який з'єднував землі Західної та Північної Європи з стародавнім караванним шляхом, продовженням Великого шовкового шляху.
У місті було прокладено водогін, який складався з циліндричних глиняних труб, скріплених між собою вапняним розчином. На березі річки досліджено лазню-hammam східного типу, яка мала подвійну підлогу з пустотами всередині, через які подавалося тепле повітря від печі. Стіни та підлога мали рожевий колір. Це друга подібна знахідка в Україні.
У 1362 році на території Кіровоградщини відбулась одна з наймасштабніших литовсько-татарських битв — Битва на Синіх Водах, внаслідок якої до ВКЛ було приєднано Поділля і відвойовано Київ.
Першим населеним пунктом Новоархангельщини, згаданим у письмових джерелах є сучасне село Торговиця, яке в літописі ХРОНІКА ЛИТОВСЬКА Й ЖМОЙТСЬКА позначене, як перше місто, визволене князем Ольгердом після Синьоводської битви. Це підтверджують і дані археології — під час розкопок міста виявлено залишки спалених будівель, шар попелу та наконечники стріл. Золотоординське місто було спалене, а територія краю ввійшла до складу Великого князівства Литовського.
Згодом містечко відновилося вже під сучасною назвою — Торговиця, ставши важливим торговельним центром на межі лісостепової та степової України. Через нього проходив знаменитий Чорний шлях, який виходив з глибини Польщі, пролягав через Львів, Умань, Торговицю, Бобринець і закінчувався в Криму.
У часи Козаччини Торговиця перетворилася на козацьке містечко, яке було північно-західним форпостом Запорізької Січі. За часів Богдана Хмельницького в 1654 році у Торговиці було відкрито ило, тобто митницю. Першим митником гетьман призначив дозорця на прізвище Астаматій (Остафій Остапаненко). З відкриттям митниці Торговиця дуже швидко стала містечком з багатьма прикордонними і державними службами.

## Новий час

У 40-х роках 18 ст. північна частина суч. Кіровоградщини належала до задніпровських сотень Миргородського полку, південна — до земель Війська Запорозького

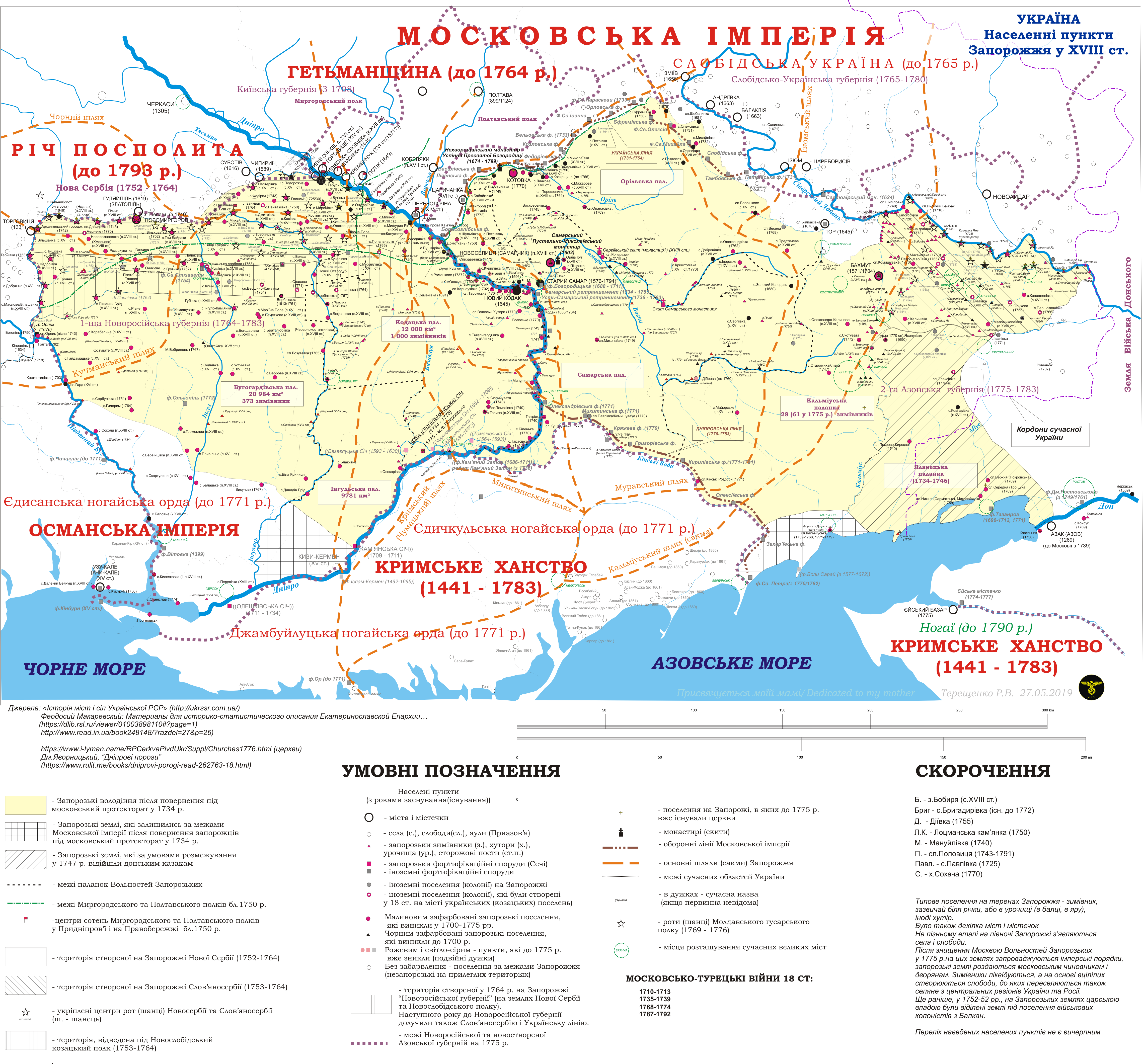
Кіровоградщина на мапі Запорожжя 18 ст.

У другій половині XV століття ці терени стали частиною земель, на яких виникло Запорізьке козацтво. Пізніше, впродовж майже трьох століть, територія області здебільшого входила до земель «Вольностей Війська Запорізького». Перша битва Визвольної війни українського народу 1648—1654 рр. під Жовтими Водами відбулася на межі сучасних Кіровоградської та Дніпропетровської областей, в урочищі Княжі Байраки.
Протягом 1648–1649 та 1664–1676 років на території сучасної Кіровоградської області існував Торговицький козацький полк.

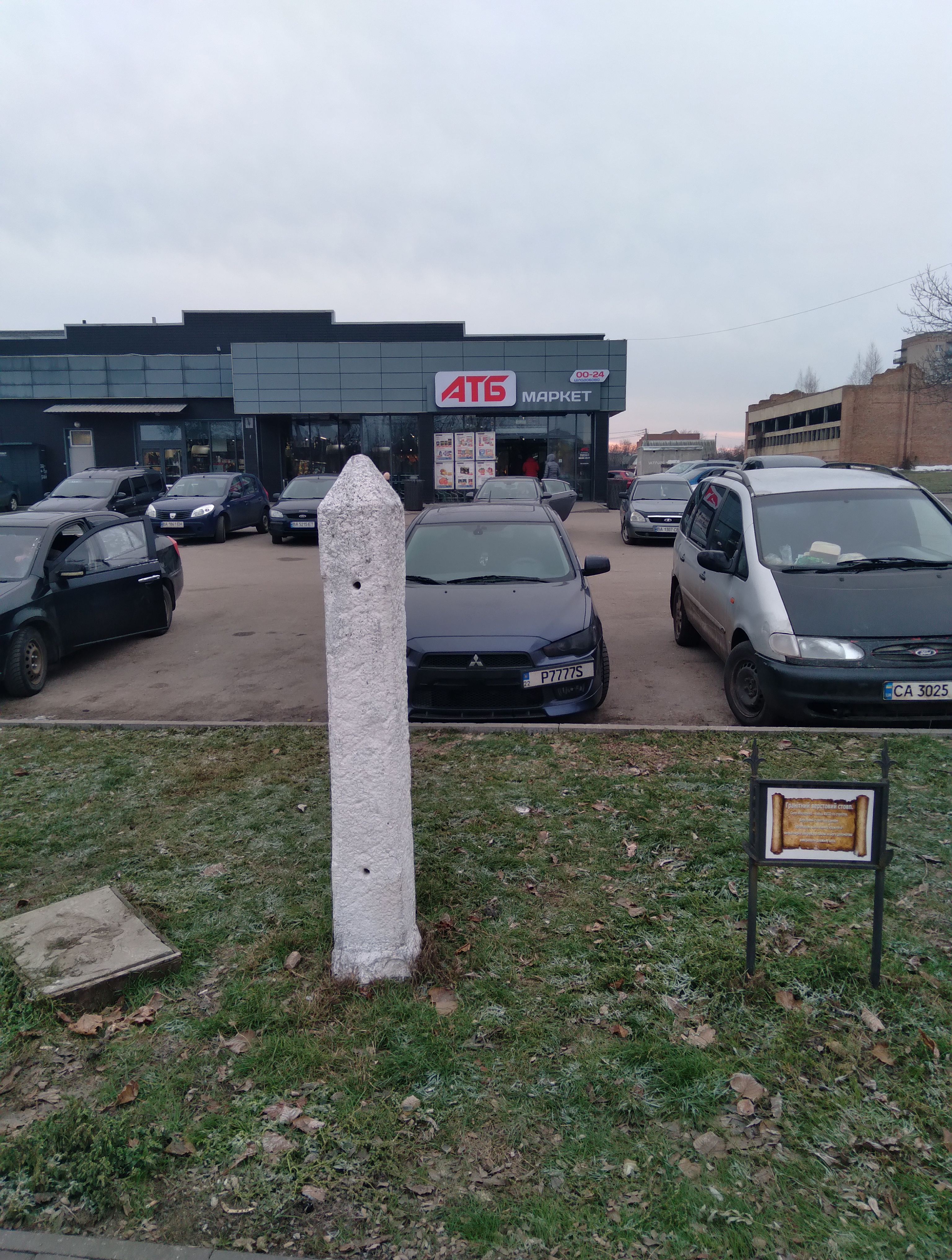
Один зі верстових стовпів якими козаки позначали свою територію (знайдений у селі Мошорине)

З історією краю пов'язана діяльність і кошового отамана Івана Сірка, війська якого базувалися тут, захищаючи козацькі землі від польських і татарських військ. У липні 1661 року його війська неподалік Торговиці розгромили значні сили татар, які вчинили грабіжницький похід на Брацлавщину.
У період Руїни територія краю неодноразово переходила з рук в руки. Під час цих протистоянь населені пункти неодноразово розграбовувалися і руйнувалися.
Після підписання Карловицького миру в 1699 році, територія Правобережжя річки Синюха надовго ввійшла до складу Речі Посполитої. Кордон між нею та Запоріжжям став проходити річками Синюха та Велика Вись.
У Торговиці, яка входила до володінь магнатів Потоцьких, в 1792 році відбулася подія, що кардинальним чином вплинула на історію всієї Центральної та Східної Європи. Тут вперше 14 травня був опублікований Акт, розроблений у Петербурзі під наглядом Катерини II. Цей документ увійшов у історію під назвою Торговицька конфедерація. Акт — це змова польських магнатів, спрямована проти реформ державного люду у Польщі. В її результаті відбувся другий поділ Речі Посполитої. Землі Правобережжя річки Синюха ввійшли до складу Російської імперії, а з 1797 року вони стали частиною Уманського повіту Київської губернії.
Встановлення царської влади над Запоріжжям після підписання Белградського мирного договору 1739 року стало початком відновлення козацького самоврядування. Межиріччя Синюхи, Бугу та Інгульця ввійшло до складу новоствореної Бугогардівської паланки.
1742 року навпроти польського містечка Торговиці за наказом Київського губернатора Бібікова почалося спорудження військового шанця та поселення. Роботами керував полковник Миргородського козачого полку Василь Капніст. За його домовленістю з графом Станіславом Потоцьким осадчий козак Давид Звенигородський привіз з Поділля20 українських сімей для заснування поселення. Військове містечко отримало назву Архангельський городок (Новоархангельськ) та стало центром однойменної козацької сотні Миргородського полку.
У середині XVIII століття розпочалось активне заселення краю вихідцями з Росії, Сербії, Болгарії. У 1752 році було адміністративно засновано Нову Сербію, а в 1754 році — фортецю Святої Єлисавети, що згодом з форштадтами стала Єлисаветградом (сучасний Кропивницький) — центром повіту Херсонської губернії.

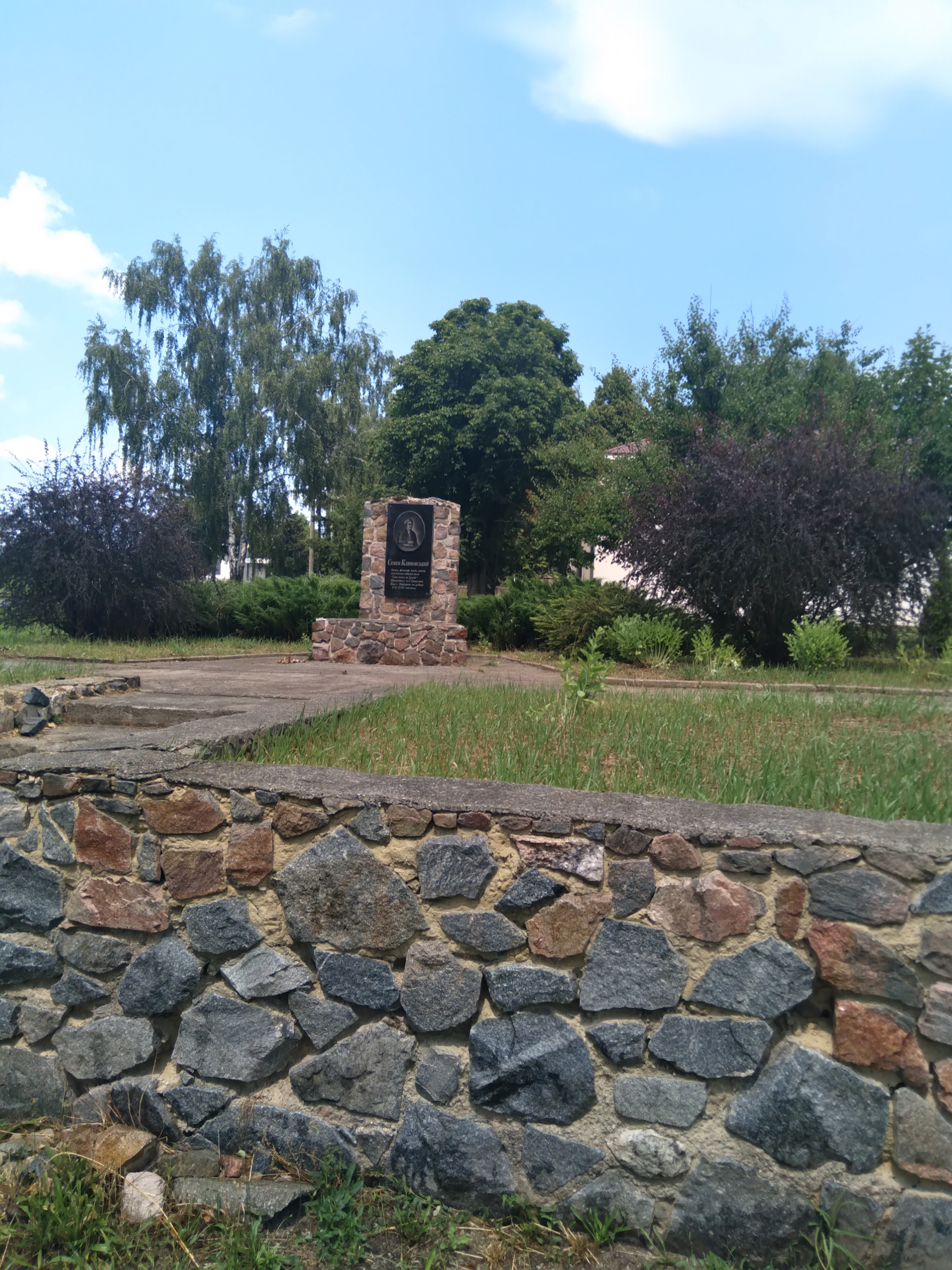
Пам'ятник Семенові Климовському у селі Мошорине

Саме на території сучасної Кіровоградщини близько 1785 помер Семен Климовський, автор пісні «Їхав козак за Дунай»
З відміною військових поселень в середині XIX ст. економіка краю розвивалась інтенсивніше. У 1868—1869 рр. залізниця з'єднала Єлисаветград з Одесою і Кременчуком, через три роки — Харковом і Миколаєвом. Розвитку набули підприємства переробної та харчової промисловості.
Єлисаветград на межі XIX—ХХ століть був регіональним культурним центром. На території краю діяли аматорські гуртки, що дали початок українській професійній трупі, заснованій Марком Кропивницьким у Єлисаветграді восени 1882 р.

## ХХ століття

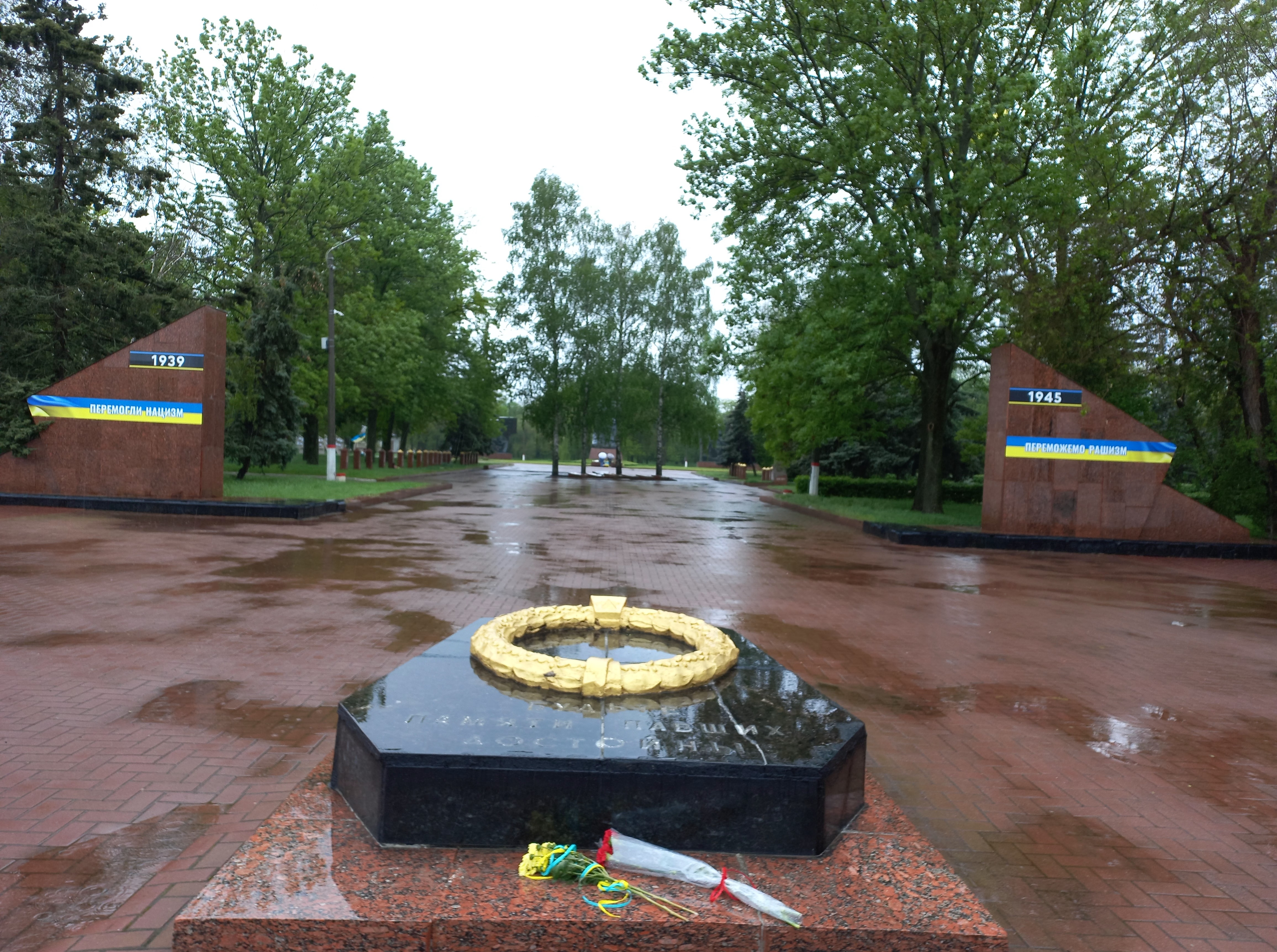
Пантеон Вічної Слави, Кропивницький

1917 року територія сучасної Кіровоградської області входить до складу Української Народної Республіки. Надалі Кропивниччина, як і вся Україна стала ареною кровопролитної боротьби за власну державність.
На початку 1918 року вiдбувся Бій за мiсто Єлисаветград, яке було в облозi анархiстiв.
1920 року через територію області проходили військові підрозділи армії УНР, що здійснювали Перший Зимовий похід.
Справжні зразки боротьби за незалежність України продемонстрували уродженці регіону у 1917—1920 роках: це і діяльність Володимира Винниченка на посту голови уряду Української держави, й жертовна відвага тисяч безіменних героїв Канізького повстання та Холодноярської республіки.
Внаслідок поразки Перших визвольних змагань ці землі надовго окуповані більшовицькими загарбниками. Політика червоного терору, що проводилася за наказом Ленiна, забрала десятки тисяч життів.
Надалі відбувалися складні процеси становлення соціалістичної економіки. У 1920х роках селяни, основна частина населення тодішньої України отримали доступ до базової освіти — Лікнепу (також Лікбезу). Міста й села майбутньої Кіровоградщини стрімко й успішно розвивалися у роки Нової економічної політики (НЕПу). Але зі зміцненням влади Сталіна у 1929 і початком масових репресій усе змінилось.
У 1930х роках після колективізації усі села України були фактично перетворені на закриті табори: населені пункти були огороджені колючим дротом та оточені баштами зі співробітниками ОДПУ. За спогадами очевидців над сільрадами, особливо у великих селах (тоді це була звичайна глиняна хата-мазанка покрита соломою, з адміністративними функціями) висіли червоні прапори з серпом і молотом та потрети вождів — Карла Маркса, Володимира Леніна і Йосипа Сталіна.
Селяни були поставлені в умови де вони або гинули від штучного голоду або розстрілювались ОДПУ разом з міліцією за спробу піти з колгоспу. І лише милосердність та героїзм деяких осіб рятували ситуацію. Загалом у сільській місцевості майбутньої області У 1932—1933 роках вимерло від 1/5 до 2/5 населення. У роки Великого терору 1937 року у м. Кiрово спiвробiтниками НКВС було викрадено i вбито сотнi людей, того ж року у центрi мiста було встановлено пам'ятник Кiрова як символ влади тоталiтарного радянського режиму. Тема штучно органiзованого голоду та репресій була табуйована до обговорення навіть у приватних розмовах, а будь-яка згадка в ЗМІ могла привести автора до розстрілу або заслання в Гулаг, а в пізній період СРСР до каральної психіатрії чи в'язниці. У 1939 створено Кіровоградську область. Так продовжувалося до німецько-радянської війни.

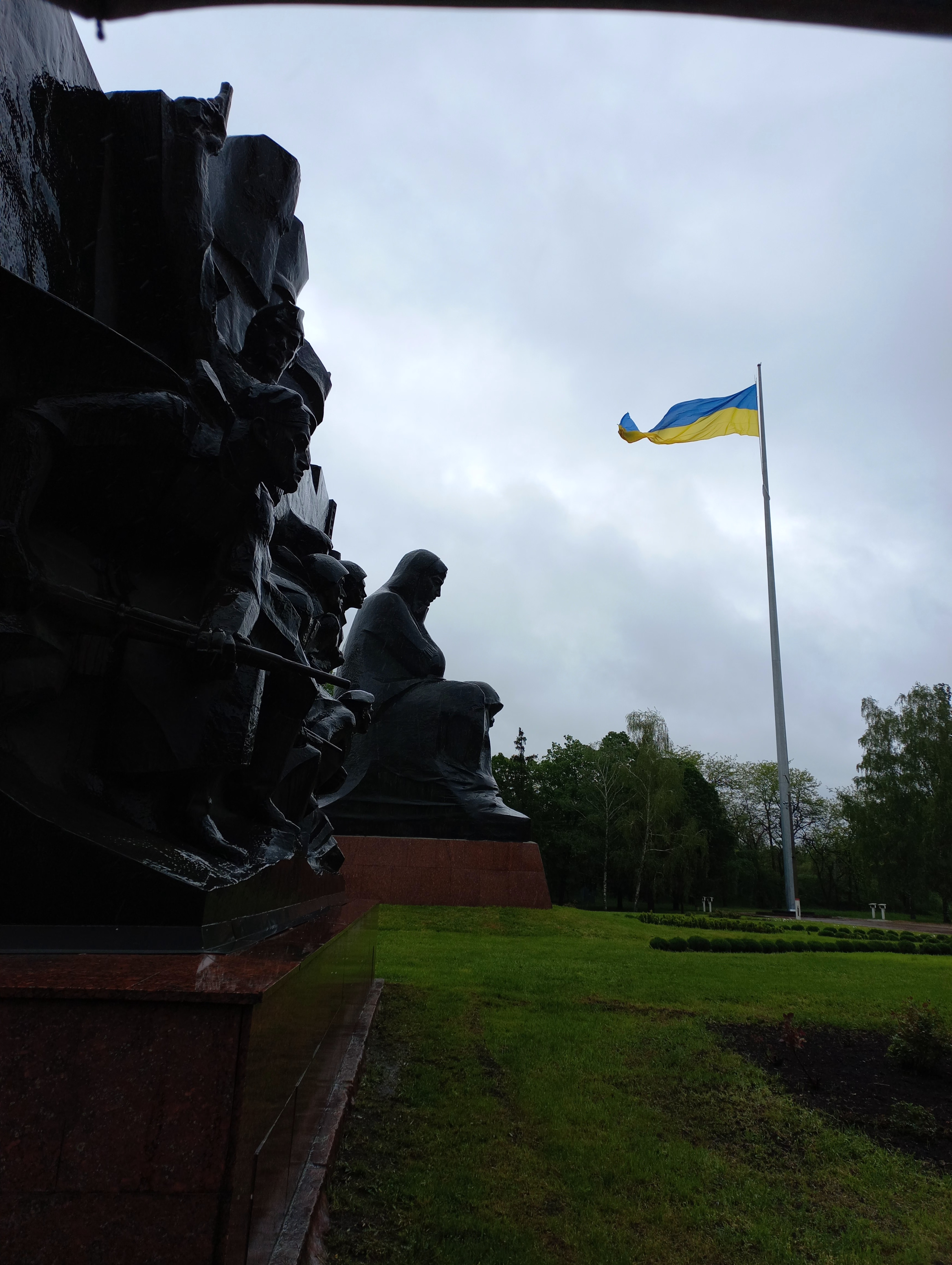
Фортечні вали, Кропивницький

У 1941—1944 регіон знаходився під німецькою окупацією. У середині серпня 1941 року область була окупована. Захоплені землі були зведені до рейхскомісаріату «Україна», який ділився на шість генеральних округів. Кіровоградська область входила до генерального округу «Миколаїв». На її території було створено шість округів. Кожен округ (гебіт) поєднував по 4-5 районів. Без того неідеальні колгоспи нацисти перетворили на так звані «громадські двори», каторжну працю було встановлено і на промислових підприємствах. Насамперед знищувалося будь-яке дієздатне населення.
Згідно з матеріалами партизанів М. М. Скирди та І. А. Пархоменко, у м. Олександрії нацисти змушували полонених О. О. Колесника та Г. К. Воропая стрибати босоніж по дошках, утиканих цвяхами, а коли вони відмовилися це робити, зацькували їх собаками. У Кіровограді у перші дні окупації нацисти заарештували 15 радянських активісток і після довгих знущань кинули їх у бочки з окропом. Мешканка Кіровограда О. М. Ігнатьєва повідомила, що 30 жовтня 1941 року в протитанкових ровах, які розташовані за 3 км від міста, розстріляли понад 1000 чоловіків, жінок, дітей та старих людей. Чоловіків та жінок групами по 16-20 осіб, роздягнених, підводили до рову та автоматами до потилиці розстрілювали. Старих та дітей гумовою палицею били по голові, після чого скидали в яму. Немовлят та малюків 2-3 років живими кидали в яму".
3 тис. осіб було розстріляно у в'язниці СД, на вулиці Комарова. Крім того, майже щодня по 20-30 людей вивозилися на розстріл до інших місць. Під час однієї з «розвантажень» цієї в'язниці понад 500 осіб було скинуто до криниці: частину людей кидали після розстрілу, а решту — живими. Коли колодязь був заповнений людьми, його залили гноєм. Ця дика розправа тривала майже добу. У фортеці Св. Єлизавети нацисти розстріляли понад 4 тисячі людей, а коло неї була частина РОА, розгромлена партизанами. Загалом у Кіровограді було страчено понад 72 тисячі людей, 50 тисяч з яких — етнічні українці, 13 євреї, 9 етнічні росіяни — працівники підприємств, лікарі та науковці. Одним із найтяжчих злочинів стало викрадення населення у якості остарбайтерів. Систематично проводилися облави. Так, із сіл Веселий Кут та Богданівка окупанти вивезли до Німеччини не лише чоловіків, а й усіх хлопчиків від 10-річного віку. На каторгу з Кіровоградської області було викрадено понад 52 тисячі молодих людей.
Іноді крізь цензуру до рідних викрадених надходили повні розпачу листи. «Робота земляна, важка, працюю по 18 годин на день, — писав на батьківщину в село Цибулеве 17-річний Василь Зраїлов. — Дають юшку 2 рази на день з моркви і брукви і по 150 г чорного хліба з тирси. Сили покидають мене. Щойно з табору вивезли 25 чоловік померлими від виснаження. Чекаю на саму таку долю».

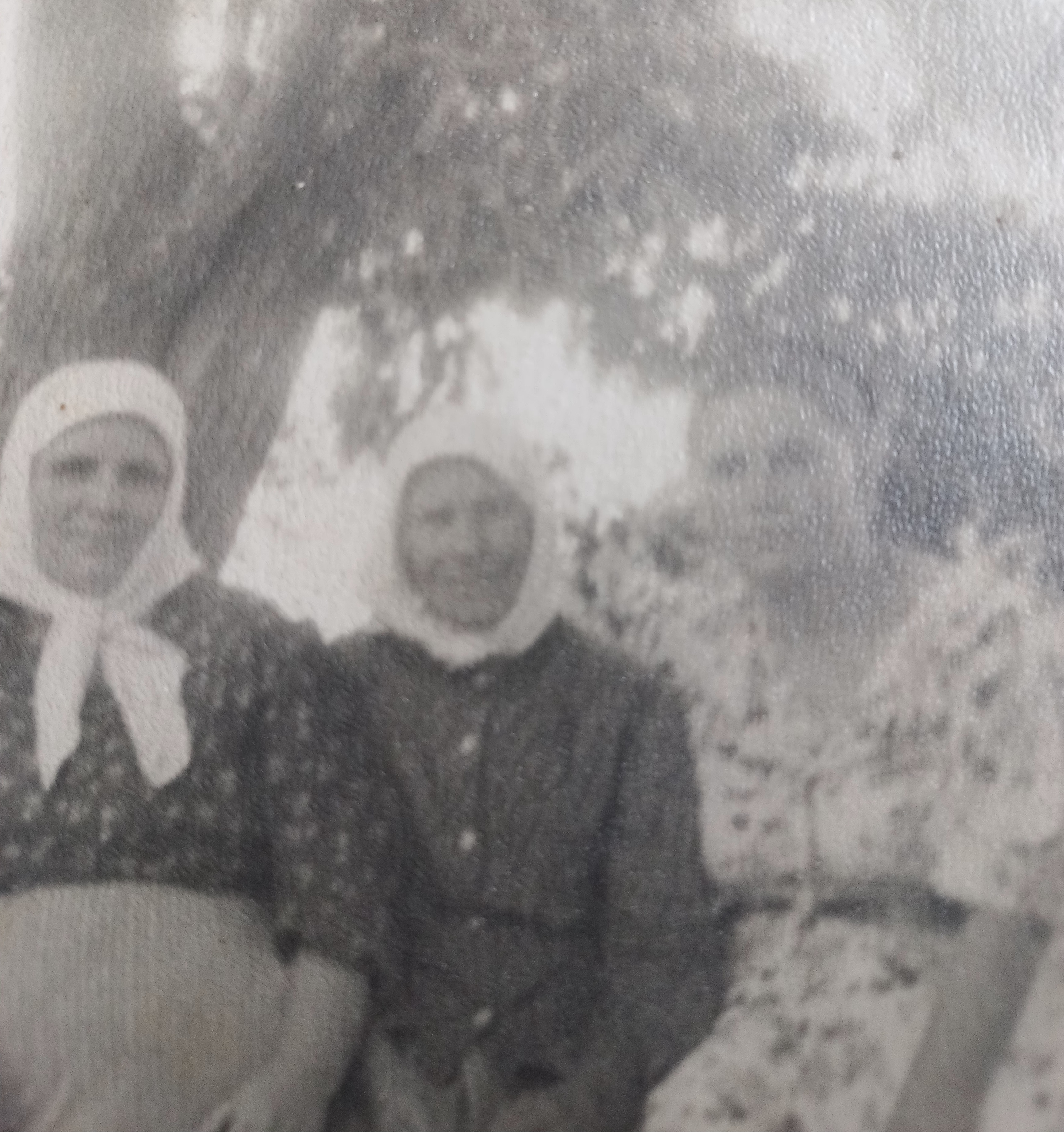
Лукія Стаченко, по центру, з родиною, фото 1955 року

У Чорному лісі під Знам'янкою існував один з найбільших в області осередків партизанського руху. Через жорсткий контроль окупантів у містах локальними центрами спротиву ставали села. Так яскравим прикладом стійкості, не дивлячись на всі катастрофи минулого століття, є історія мешканки села Новоолександрівка, Лукії Юхимівни Стаченко (1879—1973). Вона рятувала односельчан під час Голодоморів і була однією з небагатьох місцевих хто допомагав знам'янським партизанам у роки німецької окупації.
Область перейшла під контроль радянських військ у результаті Знам'янської та Кіровоградської операцій.
У роки Другої світової війни Кіровоградщина втратила 92 860 чоловік, в оборонних та наступальних боях загинуло 152 155 осіб.
Також по Кіровоградській області станом на кінець червня 1945 року за агентурними й слідчими матеріалами на обліку перебували 1063 члени ОУН та особи, запідозрені у належності до націоналістичного підпілля. Із них: заарештовано НКДБ й СМЕРШ — 228; заарештовано німцями й доля їх не встановлена — 77; розроблялося за агентурними справами й справами-формулярами — 163; в розшуку перебувало — 87. Інші ж особи розроблялися за попередніми агентурними справами, на них накопичувався очорнювальний матеріал. Націоналістичне підпілля ОУН діяло на території області до 1950-х років.
Область посідала одне з провідних місць за рівнем сільськогосподарського виробництва. На її підприємствах вироблялися будівельні матеріали, меблі, взуття, видобувалось буре вугілля.

## Незалежна Україна
З 24 серпня 1991 року Кіровоградщина є невіддільною складовою Української держави.
2014 року на фонi збройноī росiйськоī агресiī на пiвденному сходi краīни в усiх населених пунктах області через численнi радянськi та росiйськi злочини проти людяностi було знесено пам'ятники тоталітарним вождям, організаторам геноциду украīнцiв у 1932-1933 роках та масових репресій, закрема Леніну i Кірову.
Відповідно до Закону України «Про засудження комуністичного та націонал-соціалістичного (нацистського) тоталітарного режимів та заборону пропаганди їхньої символіки», назву області має бути змінено на Кропивницьку.

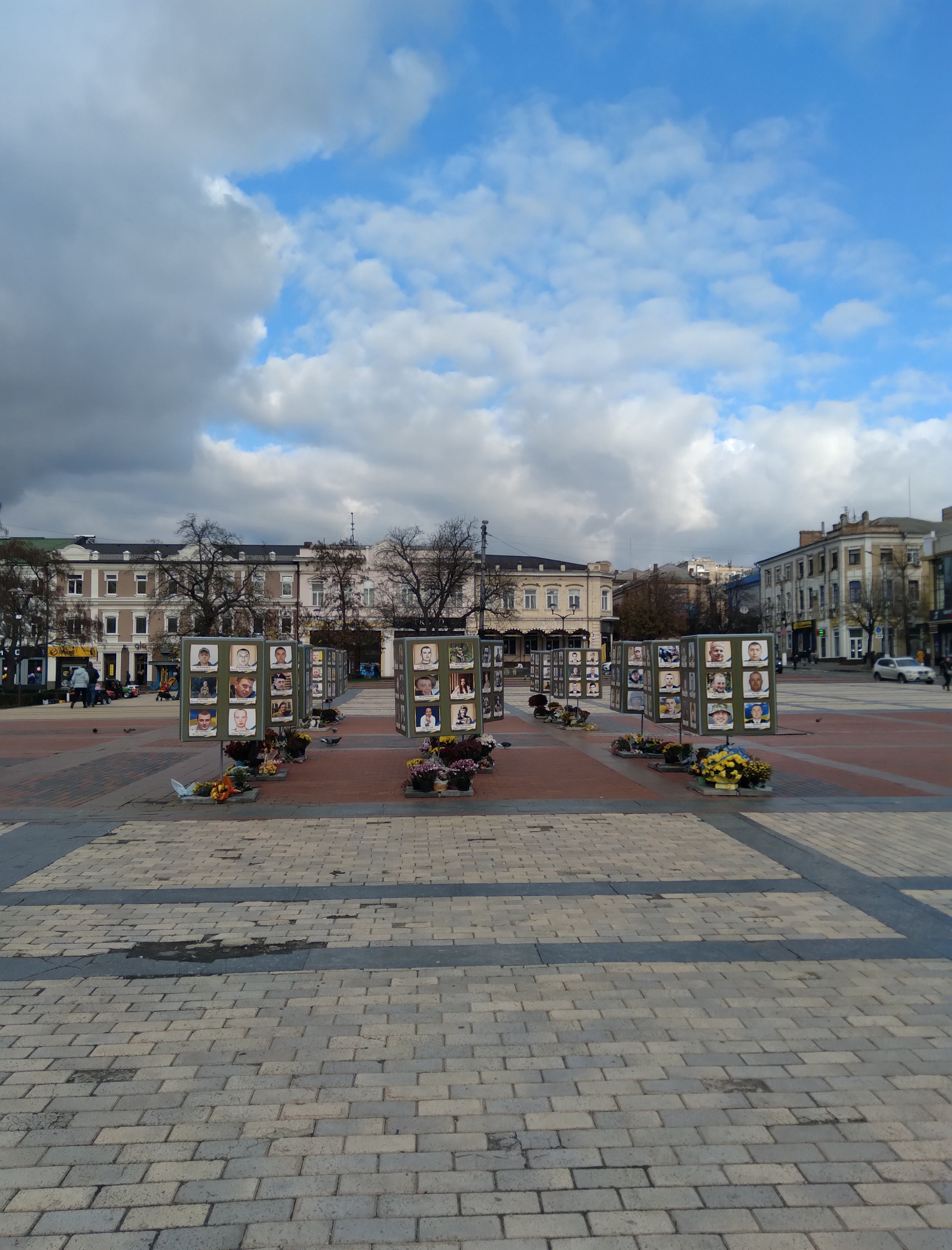
Фотографії загиблих на центральній площі Кропивницького, 2023

У роки російсько-української війни область втратила тисячі захисників які віддали свої життя у боротьбі з російськими окупантами. Наприкінці 2022 року в Брюсселі відбулася зустріч голови Кіровоградської обласної ради Сергія Шульги та генерального секретаря Асамблеї європейських регіонів Крістіана Шпара, за результатами якої заявку областi на членство було прийнято  .